# Megido
Megido (hebrejsko מגידו‎, grško Μεγιδδώ, Megiddó, arabsko مجیدو‎, Tell al-Mutesellim, Guvernerja gomila) je starodavno mesto v svernem Izraelu v  bližini kibuca Megido, približno 30 km jugovzhodno od Haife. Megido je imel veliko zgodovinsko, geografsko in teološko vlogo, predvsem kot grški Amagedon. V bronasti dobi je bil pomembna kanaanska mestna država in kraljevsko mesto Izraelskega kraljestva. Pomemben je bil predvsem zaradi lege na severnen  koncu vadija Ara, soteske, ki je vodila skozi Karmelski greben, in nadzora nad bogato Jizreelsko dolino na vzhodu. Izkopavanja so razkrila 26 plasti ruševin, ki kažejo na dolgo zgodovino naselitve. 
Nekateri kristjani so prepričani, da bo Amagedon mesto finalne bitke med Jezusom Kristusom in kralji na Zemlji, ki bodo šli v vojno z Izraelom, kot piše v Razodetju, knjigi Nove zaveze.
Mesto je del Narodnega parka Megido in Unescove svetovne dediščine. 

## Etimologija
Naselje je imelo veliko različnih imen. V Septuaginti se imenuje  Μεγιδδώ/Μαγεδδών, Megiddó/Mageddón, v hebrejščini Mageddo, v asirščini Magiddu, Magaddu, v Amarnskih pismih Magidda in Makida in v egipčanščini Maketi, Makitu in Makedo. V Razodetju je omenjen v apokaliptični bitki pri Amagedonu. Grško ime mesta izhaja iz njegovega hebrejskega imena Har Megiddo, kar pomeni Megidska gora. Izraz Amagedon je postal splošno znan kot prispodoba za konec sveta.

## Zgodovina
V antiki je bil Megido zelo pomembno mesto. Varoval je zahodne vejo ozkega prelaza na najpomembnejši trgovski poti antičnega Rodovitnega polmeseca, ki je povezovala Egipt, Malo Azijo in Mezopotamijo, zdaj znani kot Via Maris. Megido je bil zaradi svojega strateškeg položaja prizorišče več bitk. Mesto je bilo naseljeno od okoli 7000 pr. n. št. do 586 pr. n. št., čeprav so prvi pomembni ostanki mesta šele iz bronaste dobe (4500–3500 pr. n. št.) 

### Zgodnja bronasta doba
Megidski tempelj iz zgodnje bronaste dobe I (3500–3100 pr. n. št.) so arheologi po odkritju opisali kot »najbolj monumentalno samostojno zgradbo iz zgodnje bronaste dobe, ki so jo do takrat odkrili v Levantu in eno največjih zgradb svojega časa na Bližnjem vzhodu.« V zgodnji bronasti dobi IV (2300–2000 pr. n. št.) je njegova  moč zamrla in okoli 2000 pr. n. št. ponovno oživela.

### Srednje bronasta doba
Po obsežnih gradnjah se je mesto razširilo na površino 10-12 hektarjev in doseglo svojo največjo velikost v srednji bronasti dobi. 

### Pozna bronasta doba
Mesto je zasedel faron Tutmoz III. (1479-1425 pr. n. št.), vendar se je še vedno razvijalo. V tem obdobju je bila verjetno zgrajena neverjetno dodelana palača. 

### Železna doba
Okrog leta 1150 pr. n. št. je bilo mesto uničeno in nato znova naseljeno s prebivalci, katere so nekateri znanstveniki prepoznali kot zgodnje Izraelce. Kasneje se je na tem mestu razvilo neobzidano filistejsko mesto. Domneva se, da je po izraelski zasedbi postal pomembno mesto, potem pa so ga uničili in nato ponovno zgradili verjetno Aramejci. Po Tiglat-Pileserjevi zasedbi Samarije v 9. stoletju pr. n. št. je postal njeno upravno središče. Pomen mesta je hitro upadel, dokler ni bilo okoli leta 586 pr. n. št. povsem opuščeno. Mesto kasneje ni bilo več naseljeno, zato so se  ruševine iz obdobja pred letom 586 pr. n. št. dobro ohranile. Gradnja bližnjega mesta Al Lajjun se ostankov Megida ni dotaknila. 

### Sodobni Izrael
Izrael je manj kot kilometer južno od Megida ustanovil kibuc Megido. V njegovi bližini je cesta, ki povezuje osrednji Izrael z Galilejo na severu. Gorski prelaz, ki povezuje dolino Jezreel in izraelsko sredozemsko obalo, je še vedno pomemben.

## Bitke
- Bitka pri Megidu (15. stoletje pr. n. št.): bitka med vojskama faraona Tutmoza III. in velike kanaanske koalicije, ki sta jo vodila vladarja Megiga in Kadeša.
- Bitka pri Megidu (609 pr. n. št.): bitka med egipčanskim faraonom Nekom II. in Judejskim kraljestvom, v kateri je kralj Jošija padel.
- Bitka pri Megidu (1918): bitka v prvi svetovno vojni med vojsko Alianse, ki ji je poveljeval general  Edmund Allenby, in branilsko osmansko vojsko.

## Arheološka odkritja
Arheologi Orientalskega inštituta so odkrli pot skozi Salomonov prehod in veliko okroglo kamnito zgradbo, ki bi lahko bila svetišče iz kanaanskega obdobja. Razen tega so odkrili jamo za shranjevanje žita in hleve, ki naj bi bili iz Salomonovih časov. Kasneje se je izkazalo, da so kakšno stoletje in pol mlajši. Odkrili so tudi 35 m globok vodnjak, ki je bil na dnu s sto metrov dolgim tunelom povezan z bazenom z vodo. 
Megidski Veliki tempelj je iz zgodnje bronaste dobe I (3500–3100 pr. n. št.). Arheologi so ga ob odkritju opisali kot »najbolj veličastno posamično zgradbo iz zgodnje bronaste dobe I v Levantu in eno največjih zgradb svojega časa na Srednjem vzhodu«. Svetišče je ogromno in meri 47,5 x 22 m in je več kot deset krat večje od tipičnih svetišč iz tistega časa. Prvi  zid je bilo zgrajen v zgodnji bronasti dobi II ali III. Tempelj je bil mesto za obredno žrtvovanje živali, prehodi pa so služili za shranjevane kosti žrtvovanih živali. Več kot 80% najdenih kosti je bilo ovčjih in kozjih, ostale pa so bile goveje.
Leta 2010 so v Megidu odkrili keramični vrč z  nakitom iz obdobja okoli 1100 pr. n. št. V vrču  bile koralde iz karneola, prstani in uhani. Zbirka je bila verjetno last bogate kanaanske družine, najverjetneje iz vladajoče elite.
V stratumu iz pozne bronaste dobe so odkrili figurice, izrezljane iz zob nilskih povodnih konj. Na njih je opazen egipčanski stilistični vpliv. Med njimi je bilo tudi slonokoščeno pero s kartušo Ramzesa III.
Med izkopavanji v letih 1927 do 1934 so v  severnem in južnem delu mesta so odkrili dva približno enako velika kompleksa  hlevov, v katerih je bilo prostora za 450 do 480 konj. James Pritchard, Adrian Curtis in Yohanan Aharoni menijo, da v zgradbah niso bili hlevi,  ampak skladiša, tržnica ali vojašnice.

## Megidska cerkev
Megidska cerkev ne stoji na mestnem  griču,  ampak v njegovi bližini znotraj obzidanega prostora megidskega zapora. Zgrajena je bila skupaj z antičnim mestom Legio, verjetno v 3. stoletju, kar jo uvršča med najstarejše cerkve na svetu.

## Galerija
- Mestna vrata iz pozne bronaste dobe
- Asirski Megido
- Dolina Jezreel in gora Tabor iz Megida
- Okroglo, oltarju podobno svetišče iz zgodnje bronaste dobe
- Južni hlevi
- Severni hlevi